# لمور بامبوی کوچک جنوبی
 لمور بامبوی کوچک جنوبی (نام علمی: Hapalemur meridionalis) نام یک گونه از تیره لموریان است.